# 卡薩皮德拉 (亞利桑那州)
卡薩皮德拉（英語：Casa Piedra）是位於美國亞利桑那州聖克魯斯縣的一個人口普查指定地區。根據2010年美國人口普查，該地共人口500人，而該地的面積約為5.00平方千米。

## 地理
卡薩皮德拉的座標為31°23′21″N 111°15′02″W / 31.38917°N 111.25056°W，而該地最高點為海拔高度1060米（即3478英尺）。